# Straggle Lake
Straggle Lake är en sjö i Kanada.   Den ligger i countyt Haliburton County och provinsen Ontario, i den sydöstra delen av landet, 200 km väster om huvudstaden Ottawa. Straggle Lake ligger 407 meter över havet. Den ligger vid sjön Little Straggle Lake.
I omgivningarna runt Straggle Lake växer i huvudsak blandskog. Runt Straggle Lake är det mycket glesbefolkat, med 2 invånare per kvadratkilometer.